# 蔡穎芳
蔡穎芳（1925年—2020年），臺灣霧峰林家林雙英的女兒。她早年居住於廈門，後來一度返回臺灣。中華人民共和國成立後，應其族弟之邀，再赴廈門參與社會主義建設。原先供職於中國人民保險公司，後因1957年反右運動，全家遭送往西北。直到1976年粉碎四人幫才得到平反，並於此後擔任甘肅省政府僑務辦公室處長、僑務辦公室主任、中國人民政治協商會議甘肅省委員會祖統委主任及甘肅省台灣同胞聯誼會會長。

## 生平
蔡穎芳出身霧峰林家，她的母親林雙英是林資鏗與元配楊月蟾所生之次女，她的父親是新加坡華僑輪船公司雙美號船長蔡有益。蔡有益需要在海上奔波，往返中國與南海間，因而將蔡穎芳交由遷居廈門鼓浪嶼的霧峰林家人照顧，並就讀於廈門市第一女子中學，後來一度返回與在臺的霧峰林家親戚生活。
中華人民共和國成立後，曾投入東江游擊隊及第一任廈門思明區區長的族弟林綠，透過電報邀請蔡穎芳到廈門參加社會主義建設。1951年，因廈門、臺灣分屬不同政府統治，蔡穎芳經英屬香港中轉才回到廈門。到廈門後，她先任職於中國人民保險公司廈門分公司，因英語流利，負責籌設海洋相關保險事宜等部門，處理與外國商船對接的工作，後來派駐上海的華東區的保險公司總公司，而且於此結識了曾任中國人民抗日軍事政治大學副教授的杜格非，也和他結婚。
當1957年發生反右運動後，蔡穎芳一家遭送往西北，透過林巧稚的關係，才由周恩來下指示予甘肅省委領導，將其一家人安排在蘭州。定居蘭州後，蔡穎芳先是在食品公司上班，直到1976年粉碎四人幫時才得到平反，並獲時任中共中央副主席葉劍英的肯定，此後擔任了甘肅省政府僑務辦公室處長、僑務辦公室主任、中國人民政治協商會議甘肅省委員會祖統委主任及甘肅省台灣同胞聯誼會會長。此外，蔡穎芳的女兒杜逸也曾擔任甘肅省台灣同胞聯誼會會長。